# Никола Динев
 Тази статия е за българския борец.  За актьора вижте Никола Динев (актьор).  
Никола Динев Николов е български борец, световен и европейски шампион в класически стил.

## Биография
Роден е на 18 октомври 1953 г. в Нова Загора.
Става световен шампион в Гьотеборг през 1977 г. и в Катовице през 1982 г. Той е 3 пъти вицешампион – в Мексико (1978), Осло (1981), Киев (1983); 5 пъти става европейски шампион – 1977, 1980, 1982, 1983, 1986 г. Веднъж е европейски вицешампион – през 1975 т.
Носител е на Златния пояс на „Никола Петров“ през 1977 г., призьор е от международни турнири по самбо.
Постига пето място на летните олимпийски игри през 1976 г.
На 21 септември 1977 е обявен за „почетен гражданин на Стара Загора“.